# ホルム公 (ヘウム)
ホルム公（ロシア語: Князь Холмский）は、ガーリチ・ヴォルィーニ大公国の分領公国であったホルム公国の君主の称号である。（「公」はクニャージからの訳出による）君主号・公国の名は、その首都だったホルム（現ポーランド・ヘウム）による。

## ホルム公の一覧
ルーシ期
- ロマン・ダニーロヴィチ？ ： ? - 1261年[1]
- シュヴァルン・ダニーロヴィチ：1264年 - 1269年
- ユーリー・リヴォヴィチ：1269年 - 1301年

（ガーリチ・ヴォルィーニ公国に併合、その後リトアニア大公国領へ）
リトアニア期
- ユルギス・ナリマンタイティス(ru)
- Jurijus Danilovičius / ユーリー・ダニーロヴィチ：1370年 – 1377年[1]
- Vengrijos valdymas：1377年 - 1383年
- Mikalojus Danilovičius / ミハルコ・ダニーロヴィチ：1383年 - 1387年[1]

ユーリー、ミハルコはリューリク朝出身という説がある